# Monaster Kazańskiej Ikony Matki Bożej w Kazaniu
Monaster Kazańskiej Ikony Matki Bożej (ros. Казанский Богородицкий монастырь) – prawosławny męski (pierwotnie żeński) klasztor w Kazaniu, w jurysdykcji eparchii kazańskiej Rosyjskiego Kościoła Prawosławnego. Powstał na miejscu, gdzie według prawosławnej tradycji w 1579 r. doszło do cudownego objawienia Kazańskiej Ikony Matki Bożej.

## Historia
Monaster został utworzony w 1579 r. na miejscu, gdzie w tym samym roku została odnaleziona Kazańska Ikona Matki Bożej i zaczął się rozwijać jej kult. Pierwszą posłusznicą w nowo powstałej żeńskiej wspólnocie została – jako siostra Marta – Matrona Onuczina, dziewczynka, która odnalazła ikonę. Początkowo mniszki żyły przy drewnianej cerkwi. W 1594 r., gdy metropolitą kazańskim był Hermogen, biskup szczególnie zaangażowany w rozwijanie kultu Kazańskiej Ikony Matki Bożej, na jej miejscu rozpoczęto, na mocy carskiego ukazu, budowę murowanej świątyni z ołtarzami Matki Bożej i św. Aleksandra Newskiego. W XVII w. przy wjeździe na teren klasztoru zbudowano sześciokondygnacyjną dzwonnicę.
Na przełomie XVIII i XIX w. kompleks klasztornych zabudowań został rozbudowany. W latach 1796–1807 wzniesiony został nowy główny sobór monasterski Kazańskiej Ikony Matki Bożej zaprojektowany przez Iwana Starowa i F. Jemieljanowa. Na ceremonii położenia kamienia węgielnego był obecny car Paweł I z synami Aleksandrem i Konstantym. Rok po oddaniu soboru do użytku architekt J. Szełkownikow opracował projekt nowego zespołu budynków klasztornych, by powstał jeden zespół w stylu klasycystycznym. Budynki mieszkalne dla mniszek wzniesiono w latach 1814–1822, natomiast od 1810 do 1832 r. trwała budowa osobnego skrzydła przeznaczonego dla przełożonej monasteru. Obok tego budynku w latach 1810–1816 w północnej części kompleksu zbudowano cerkiew św. Mikołaja Tulskiego, w której nabożeństwa odbywały się jesienią i zimą. Świątynia ta została wzniesiona na miejscu starszej cerkwi pod tym samym wezwaniem, pierwszej cerkwi, w której Kazańska Ikona Matki Bożej była wystawiona dla kultu. Wreszcie w latach 1865–1867 wzniesiono wieżę wjazdową z cerkwią nadbramną Mądrości Bożej. W latach 1882–1887 powstał natomiast budynek mieszczący cerkiew Podwyższenia Krzyża Pańskiego, klasztorny szpital, piekarnię i magazyn szat duchownych.
Do 1904 r. w soborze Kazańskiej Ikony Matki Bożej wystawiona była dla kultu patronująca mu ikona. W wymienionym roku wizerunek został ze świątyni skradziony.
W 1910 r. z inicjatywy wielkiej księżnej Elżbiety Fiodorowny w podziemiach soboru, to jest dokładnie na miejscu odnalezienia Kazańskiej Ikony Matki Bożej, postanowiono urządzić kolejną cerkiew. Projekt świątyni, która miała przypominać dawne katakumby i podziemne świątynie chrześcijańskie, opracował Aleksiej Szczusjew. Pierwsze nabożeństwo w podziemnej cerkwi odbyło się w 1913 r.
Po rewolucji październikowej i walkach o Kazań w czasie rosyjskiej wojny domowej monaster, zarejestrowany jako spółdzielnia pracy, przetrwał do końca lat 20. Jeszcze w 1922 r. przebywało w nim około dwustu kobiet. Władze radzieckie zlikwidowały go dopiero później: w latach 30. XX wieku sobór Kazańskiej Ikony Matki Bożej oraz dzwonnica zostały wysadzone w powietrze. W cerkwi Podwyższenia Krzyża Pańskiego rozmieszczono sale wykładowe Kazańskiego Instytutu Pedagogicznego, a następnie dom studencki. Inne budynki monasterskie lub powstałe na ich miejscu obiekty wykorzystywano jako magazyny, studio filmowe i pomieszczenia fabryki wyrobów tytoniowych.
W 1993 r. Rosyjski Kościół Prawosławny odzyskał budynek cerkwi Mądrości Bożej, który został przywrócony do użytku liturgicznego. Monaster Kazańskiej Ikony Matki Bożej został restytuowany jako męski w 2005 r. W tym też roku przedstawiciel Watykanu przekazał Cerkwi odnalezioną Kazańską Ikonę Matki Bożej, którą wstawiono do odrestaurowanej cerkwi Podwyższenia Krzyża Pańskiego.
W 2015 r. władze autonomicznego Tatarstanu ogłosiły, iż w celu wspierania tradycyjnych wartości religijnych i umacniania pokojowego współżycia różnych wyznań i narodów na terenie republiki równocześnie wdrożone zostaną dwie inicjatywy: otwarcie muzułmańskiego centrum kulturalno-religijnego „Bołgarska akademia islamu” w Bołgarze oraz odbudowa soboru Kazańskiej Ikony Matki Bożej w monasterze pod tym samym wezwaniem. Na terenie monasteru przeprowadzono prace archeologiczne, podczas których odkryto i ekshumowano szczątki mniszek zmarłych i pochowanych na klasztornym cmentarzu przed likwidacją żeńskiej wspólnoty. Budynek głównego soboru został do 2021 r. odbudowany niemal w całości, a następnie poświęcony 21 lipca 2021 r. przez patriarchę moskiewskiego i całej Rusi Cyryla. Rok wcześniej konsekrowano odnowioną podziemną cerkiew Narodzenia Matki Bożej. Również w 2021 r. w uznaniu szczególnego duchowego i historycznego znaczenia klasztoru Święty Synod Rosyjskiego Kościoła Prawosławnego zdecydował, iż jego honorowymi przełożonymi będą metropolici kazańscy.
W 2020 r. na terenie monasteru pochowano metropolitę kazańskiego i tatarstańskiego Teofana.